# Castillo de Falaise
El castillo de Falaise es una fortificación medieval ubicada al sur de la localidad de Falaise, en el departamento de Calvados de la región de Normandía, Francia. En este castillo nació Guillermo el Conquistador, duque de Normandía y rey de Inglaterra a finales del siglo XI. La fortificación perteneció a sus descendientes hasta el siglo XIII, cuando fue capturada por el rey Felipe II de Francia. Durante la Guerra de los Cien Años (1337-1453) la fortificación cambió numerosas veces de manos. Abandonado durante el siglo XVII, desde 1840 el castillo de Falaise está declarado Monumento histórico de Francia.

## Historia y descripción
Los primeros restos de una fortificación de piedra en el lugar datan del siglo X, lo que convierte al castillo de Falaise en uno de los primeros castillos de piedra en Normandía. El edificio ha conocido tres fases principales de construcción que resultaron en la creación de tres torres del homenaje.
A la muerte de Ricardo II, duque de Normandía, en agosto de 1026, su hijo Ricardo le sucedió. Sin embargo, esta sucesión fue disputada por su hermano pequeño, Roberto, que se rebeló en armas y tomó el castillo de Falaise. Ricardo asedió la fortaleza y consiguió la rendición de su hermano, aunque murió en 1027 por causas desconocidas y le sucedió Roberto. Este duque tuvo un hijo ilegítimo con su amante Arlette, Guillermo, que a la postre sería su sucesor en el ducado y rey de Inglaterra.
En el siglo XII se levantó una torre del homenaje palacial, llamada Grand donjon, de planta cuadrada típica de la arquitectura anglo-normanda. Fue erigida por orden de Enrique I de Beauclerc, cuarto hijo varón de Guillermo el Conquistador. Esta torre cuenta con todas las estancias típicas de una residencia señorial medieval: una Gran Sala, sala de recepción, habitación del señor y una capilla. También se conservan restos de una cocina y lugares para almacenar alimentos en caso de asedio.

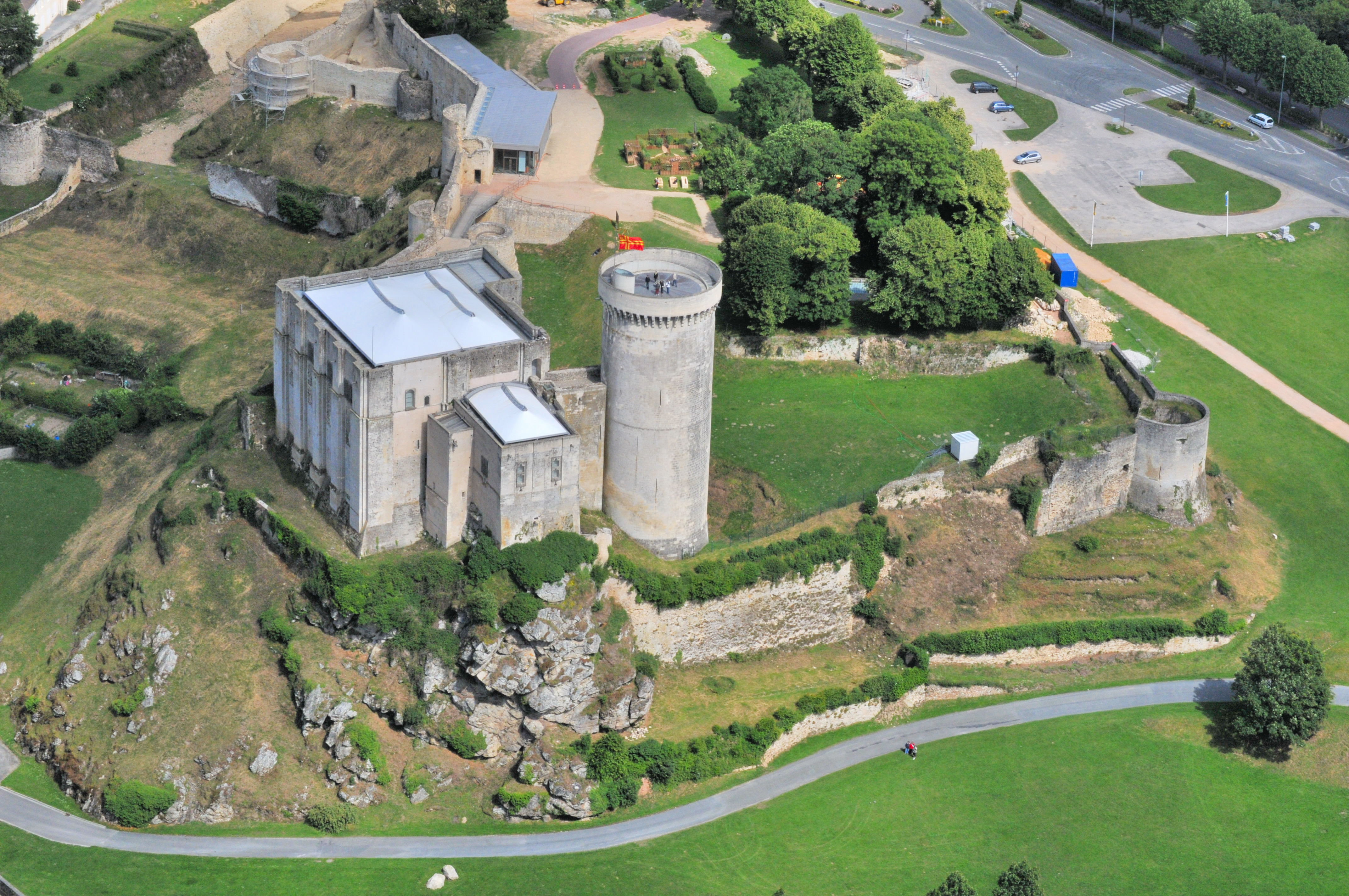
El castillo de Falaise visto desde el aire.

La segunda torre del homenaje, Petit donjon, fue levantada seguramente por Enrique II Plantagenet. Se sabe que el nuevo dueño pasó la Navidad de 1159 en el castillo de Falaise en compañía de su esposa, Leonor de Aquitania, y de su corte. Esta nueva construcción es rectangular, tiene dimensiones más modestas que la anterior y por su configuración es una obra más habitable y menos defensiva.
La tercera torre, llamada Torre Talbot por un comandante inglés que ordenó su reparación durante la Guerra de los Cien Años, se construyó a inicios del siglo XIII después de la conquista del ducado de Normandía por el ejército del rey Felipe II de Francia. Es una torre circular de carácter defensivo diseñada por los ingenieros militares del rey francés.
El castillo fue abandonado en el siglo XVII. En 1840 fue declarado Monumento histórico de Francia. El arquitecto Victor Ruprich-Robert, discípulo de Eugène Viollet-le-Duc, comenzó una campaña de restauración que salvó los tres torreones de la ruina. Durante la Segunda Guerra Mundial, el castillo salió indemne de los bombardeos aliados llevados a cabo durante la denominada Bolsa de Falaise en agosto de 1944.
Entre 1987 y 1997, las torres que componen el castillo fueron restauradas por Bruno Decaris, arquitecto jefe de los monumentos históricos de Calvados. Su intervención fue muy controvertida porque levantó una versión moderna de la mayor de las tres torres sobre los cimientos de la original, usando además materiales como acero y hormigón pulido. De acuerdo con la Carta de Venecia del Consejo Internacional de Monumentos y Sitios (Icomos) la utilización de estos materiales en la restauración de un castillo medieval debe ser claramente informada a los visitantes.
Ya en el siglo XXI, se ha restaurado la muralla perimetral del castillo de Falaise con el fin de recuperar su aspecto defensivo. Desde abril de 2013, la fortificación de puede visitar con ayuda de la más moderna tecnología, como tabletas que recrean su aspecto en la Edad Media y gafas estereoscópicas.

## Galería

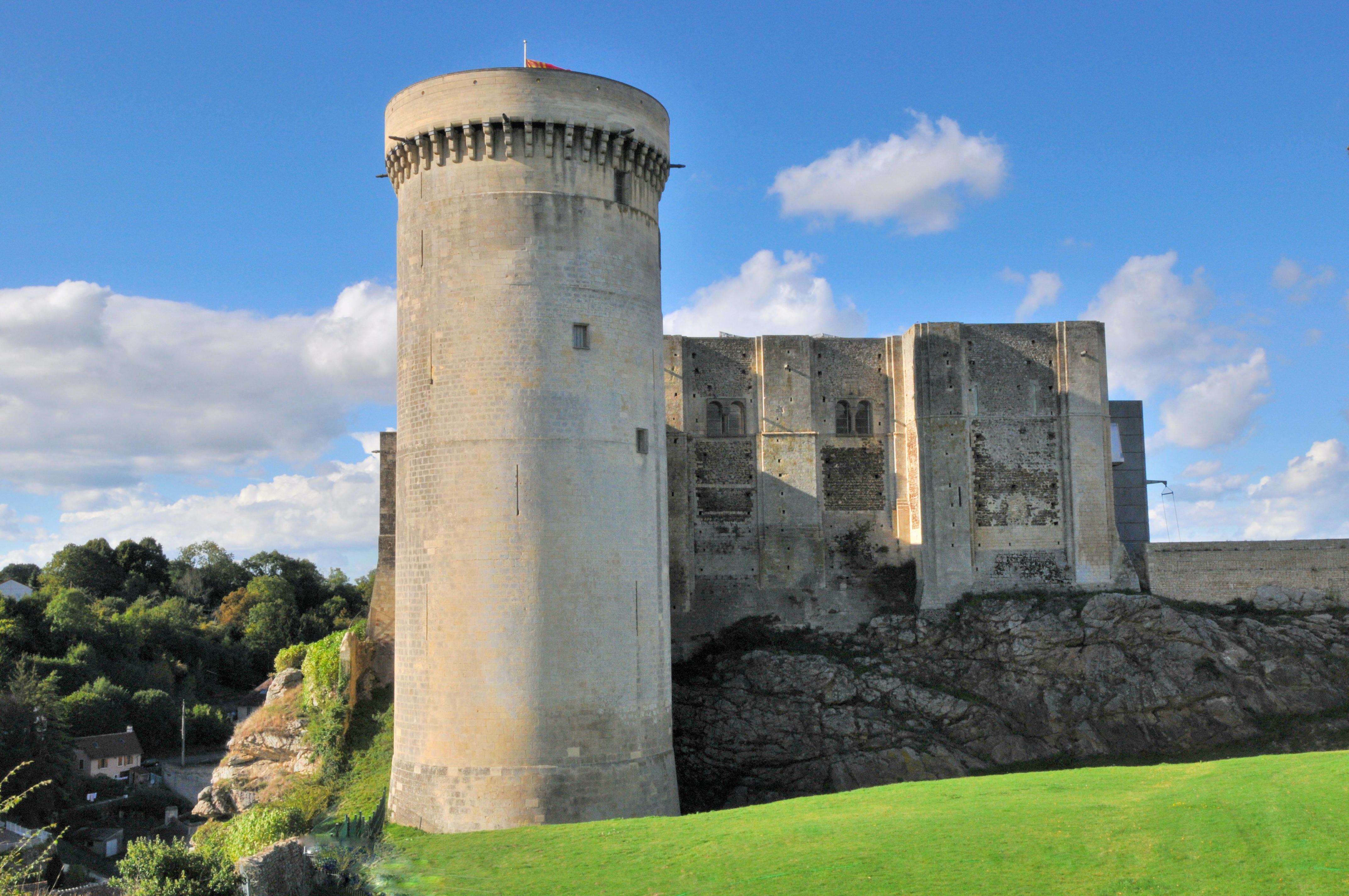
Castillo de Falaise.
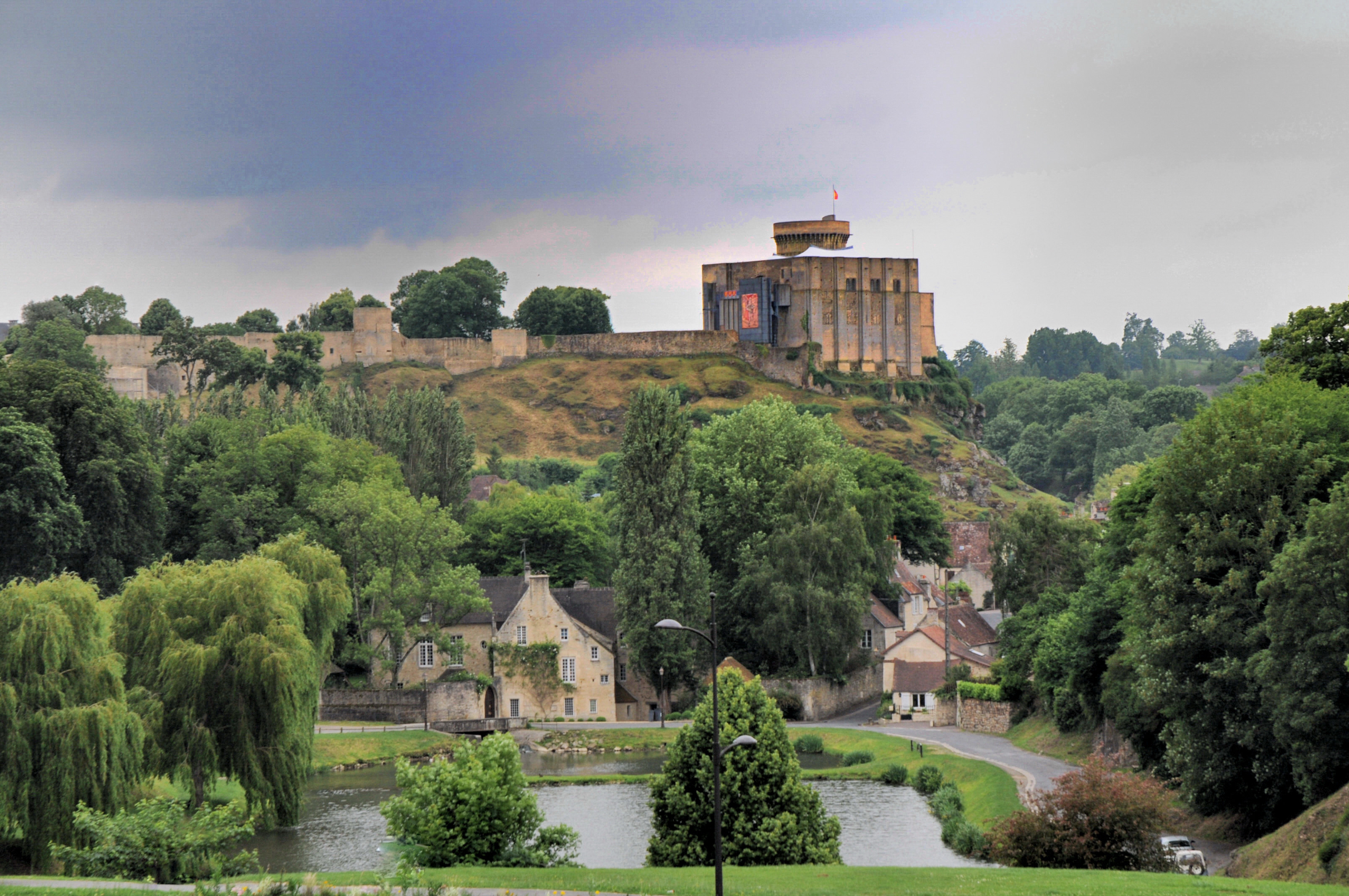
Vista lejana del castillo.
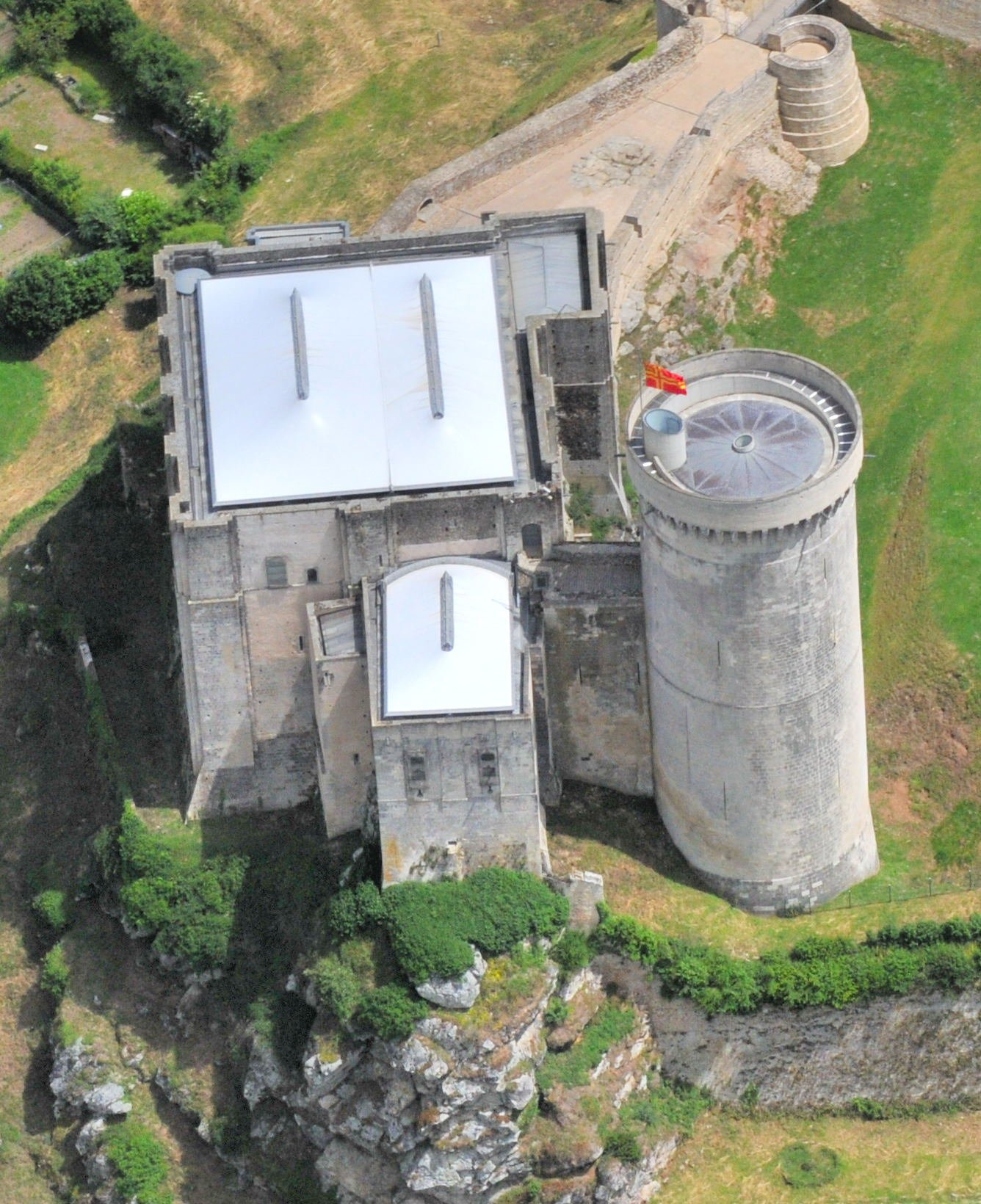
Vista aérea del castillo.
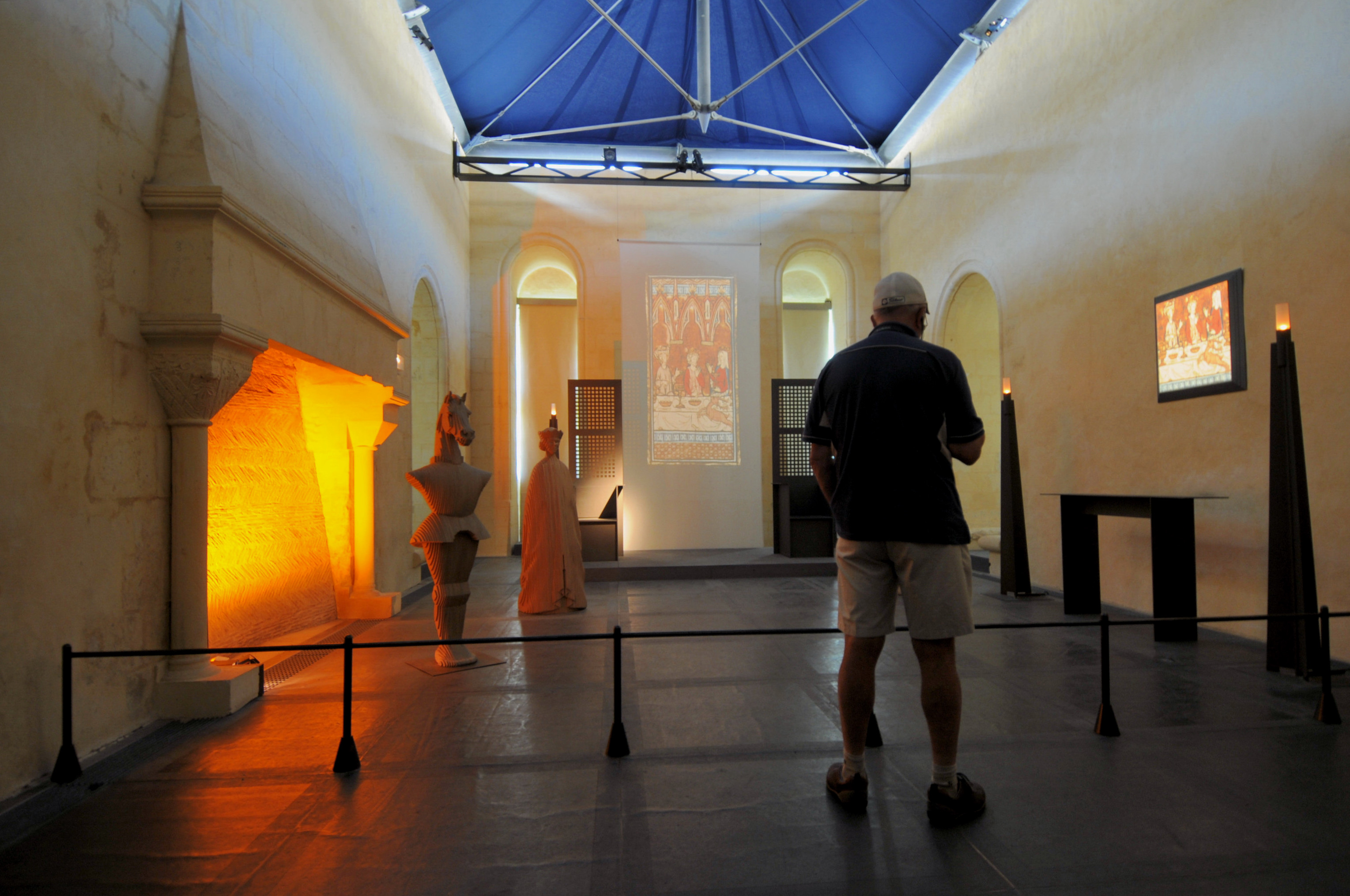
Interior del Petit donjon.
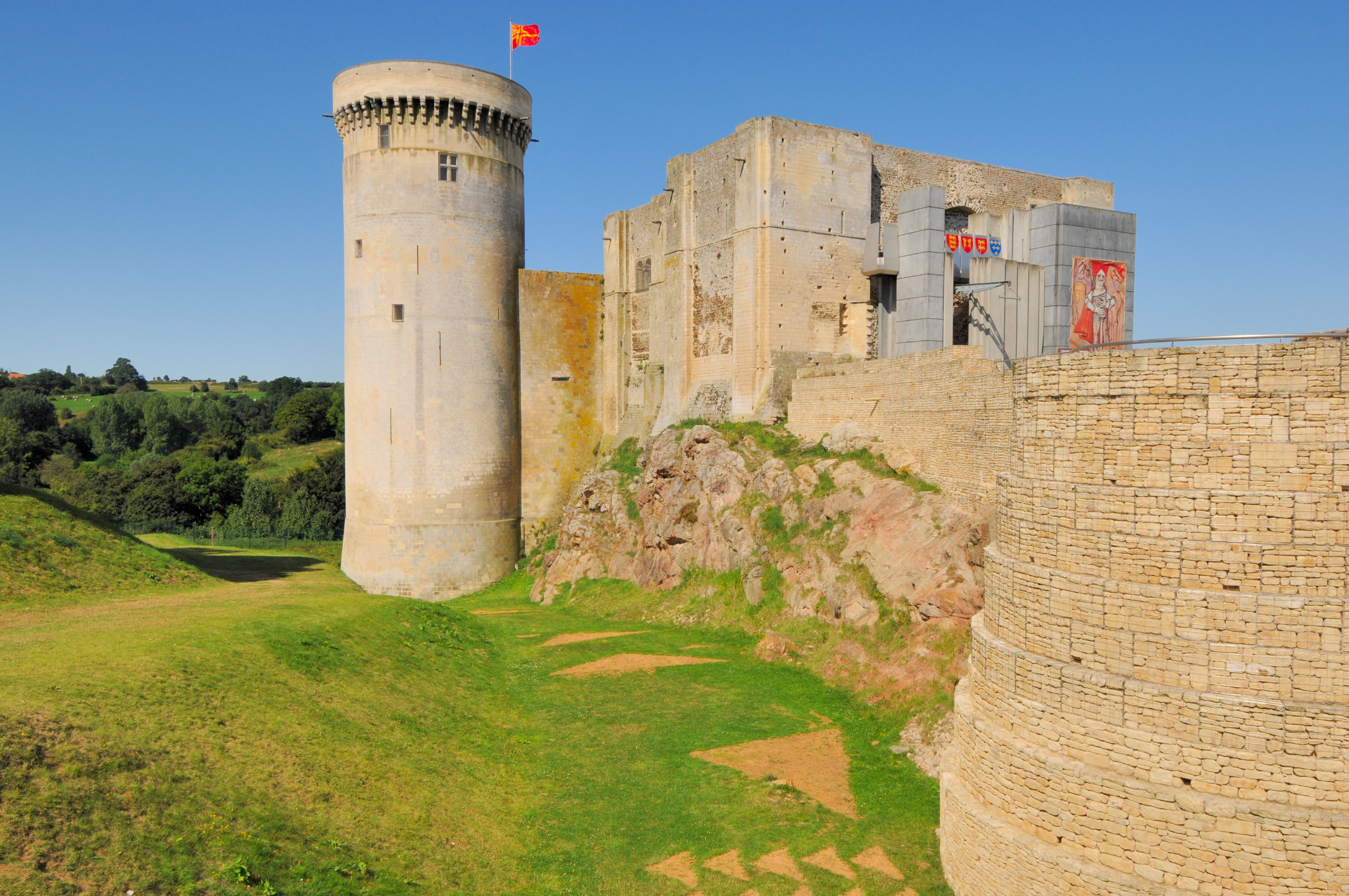
En la puerta principal se aprecian los añadidos modernos de hormigón.